# Брє-при-Коприві
Брє-при-Коприві (словен. Brje pri Koprivi) — поселення в общині Сежана, Регіон Обално-крашка, Словенія. Висота над рівнем моря: 281 м.